# Joan Allen
Joan Allen (Rochelle, 20 augustus 1956) is een Amerikaanse actrice. Ze werd voor haar rollen in zowel Nixon, The Crucible als The Contender genomineerd voor Academy Awards. Meer dan 25 acteerprijzen werden haar daadwerkelijk toegekend, waaronder een Empire Award voor The Crucible en zowel een Satellite Award als een Saturn Award voor Pleasantville.

## Biografie

### Jeugd
Allen is de jongste uit een gezin met vier kinderen. Vader James Jefferson Allen was een tankstation eigenaar en moeder Dorothea Marie Wirth huisvrouw. Ze heeft een oudere broer genaamd David en twee oudere zussen, Mary en Lynn.

Allen bezocht de Rochelle Township Highschool totdat ze in 1976 overstapte naar de Northern Illinois University. Daar studeerde ze af. Ze begon haar acteercarrière als toneelspeelster en speelde een paar rollen op de televisie, totdat ze in 1985 haar debuut maakte op het witte doek in Compromising Positions.

### Carrière
In 1989 keerde Allen terug naar het toneel, waar ze met haar optreden in Burn This een Tony Award won. Ook speelde ze in The Heidi Chronicles, dat een Pulitzer-prijs won.
Ze ontving Oscar nominaties voor haar rol als Pat Nixon in de film Nixon en voor haar rol in The Crucible. Later werd ze een derde keer genomineerd, voor beste actrice in de film The Contender, waarin ze een politicus speelt.
Allen ging voor haar rol in Manhunter, waarin ze een blinde vrouw speelt, een aantal dagen geblinddoekt in een centrum voor blinden wonen.

### Persoonlijk
In 1990 trouwde Allen met acteur Peter Friedman, met wie ze in 1994 dochter Sadie kreeg. Het huwelijk strandde na twaalf jaar, in 2002. Ze bleven dicht bij elkaar wonen om beiden voldoende tijd met Sadie door te kunnen brengen.